# میستواکر
میستواکر (انگلیسی: Mistwalker) شرکت بازی ویدئویی ژاپنی است، که در سال ۲۰۰۴ توسط هیرونوبو ساکاگوچی تأسیس شد.